# Pingasa ultrata
Pingasa ultrata är en fjärilsart som beskrevs av Claude Herbulot 1966. Pingasa ultrata ingår i släktet Pingasa och familjen mätare. Inga underarter finns listade i Catalogue of Life.